# Iordache Râșcanu
Iordache Râșcanu (Rășcanu, Rîșcanu), (n. 1772 la Frenciugi – d. 1828 la Drăgușeni), a fost un om politic moldovean, mare vornic în Divanul Domnesc, care a avut un rol important la readucerea domnitorilor pământeni în Principatele Române în anul 1822 după lunga periodă fanariotă, dar și la pregătirea primilor pași ai renașterii naționale.

## Familia
Iordache Râșcanu aparține unui neam de boieri moldoveni, cu rădăcini în vremea descălecătorului Bogdan I. Cea mai veche atestare a familiei este un act de proprietate prin care Stefan cel Mare recunoaște dreptul străvechi de stăpânire al Râșcâneștilor în satul Râșcani.
Iordache a fost fiul spătarului Alexandru Râșcanu și al 
Casandrei Gândul care a adus ca zestre moșia Frenciugi, unde s-a născut și a 
copilărit. S-a căsătorit cu Paraschiva Lambrino, dintr-o familie cu origini 
bizantine, care a adus ca zestre moșia Drăgușeni unde s-au mutat și cu 
care a avut patru copii: Alexandru (viitor spătar), 
Zamfira, Iosif (viitor arhiereu de Huși) și Teodor, (viitor postelnic).

## Activitatea politică
Contextul geo-politic deosebit de complex al Moldovei la început de secol XIX, între cele trei imperii vecine, a determinat și dinamica politicii lui Iordache Râșcanu. Trecerea Bucovinei în 1775 sub conducerea Monarhiei Habsburgice în urma războiului ruso-turc din 1768-1774, ocuparea Basarabiei în 1812 de către Rusia în urma războiului ruso-turc din 1806-1812, și revoluția de la 1821 a lui Tudor Vladimirescu (filorus, care luptase împotriva turcilor și de partea Eteriei filofanariote), au fost motive importante care au determinat o mai mare parte a boierimii din Principatele Dunărene să devină filoturcă. Imperiul Otoman, aliat cu Franța în războiul ruso-turc din 1806-1812, era singura putere vecină care putea apăra teritoriul și autonomia relativă a Principatelor Dunărene. Căminarul Iordache Râșcanu, bun cunoscător al limbilor greacă și turcă, era bun prieten al turcilor pe care în timpul războiului ruso-turc îi găzduia în casele sale din Iași.
În februarie 1821, când Eteria ajunsese în Iași iar Tudor Vladimirescu pornise revoluția, Iordache Râșcanu este numit de Vodă Mihail Suțu, mare spătar, membru în Divanul Domnesc. Vodă Suțu, filofanariot și filorus, încearcă prin această numire să-l atragă de partea sa „pentru că a înfățișat multe dovezi pentru credincioasele lui și anevoioasele țării acesteia, folositoare slujbe”. Spătarul Iordache Râșcanu rămâne însă de partea reformatoare, contra Rusiei care ocupase Basarabia și împotriva boierilor străini (greci, bulgari, sârbi, albanezi), care, în ciuda pierderii revoluției Eteriei și a lui Tudor, revendicau în continuare conducerea țării și făceau abuzuri fiind încă favorizați de legislație. În primăvara lui 1821, caimacamul fanariot Ștefan Vogoride, îl înlocuiește pe Vodă Mihail Suțu care s-a refugiat în Basarabia ocupată de ruși după ce favorizase intrarea lui Alexandru Ipsilanti Eteristul în Moldova. În urma unei recomandări din partea Porții, „căci este deștept și capabil pentru această slujbă și totodată credincios”, Vogoride îl numește pe Iordache Râșcanu mare vornic al poliției în Divanul Domnesc în data de 16.11.1821.
Urmează „o perioadă de frământări de fapte și de idei, ca o răspântie de vremi”, în care Iordache Râșcanu „a luat parte ca om nou, părtinitor turcilor dar și îndrumător spre căi naționale ale mersului mai departe a treburilor politice”. În primăvara lui 1822, vornicul Iordache Râșcanu, împreună cu alți 12 boieri moldoveni și munteni, face parte din solia trimisă de boierii reformatori la Constantinopole pentru a cere Porții otomane domni pământeni, apărarea ordinii și a granițelor Principatelor Dunărene și pentru limitarea drepturilor care îi favorizau pe boierii străini. Printre cei 13 boieri trimiși se mai aflau logofătul Ioniță Sturdza (viitorul Domn al Moldovei), vornicul Gheorghe Cuza (văr cu Iordache), banul Grigore Ghica, (viitorul Domn al Munteniei), banul Brâncoveanu și din partea boierilor mici și mijlocii comisul Ionică Tăutu. Ajunși la Constantinopole au redactat mai multe variante ale textului pentru a avea un conținut ce nu putea fi respins. Ultima variantă, aprobată de dragomanii Porții, a fost înmânată Sultanului de doi dintre boieri, Iordache Râșcanu și Gheorghe Cuza. Cererea conținea 11 puncte, dintre care cele mai importante sunt:
- Domnii vor fi numiți dintre boierii pământeni, fiindcă trecuții domni fanarioți și cei supuși lor, boieri greci, bulgari, sârbi, arnăuții și popii lor, făceau tot felul de nedreptăți.
- Domnii să nu ia altele decât decât veniturile lor sorocite.
- Comandantul și soldații din garda domnească să se rânduiască dintre adevărați pământeni, după socotința domnului și boierilor pământeni.
- În slujbele țării vor fi rânduiți numai pământeni, grecii și alte neamuri nu sunt de cuviință să fie în slujbe.
- În caz de urgență, conducătorii cetăților turcești la granița principatelor vor trimite armata turcească cu tunuri, sub conducerea căpitanului poliției turcești.
- Locuitorii străini din principate sau pământenii aflați sub protecția unei puteri străine, să nu stăpânească în țară averi și moșii, iar dacă au, să le vândă cu cuviincios preț fără prelungire.
- În slujbele țării vor fi rânduiți numai pământeni, grecii și alte neamuri nu sunt de cuviință să fie în slujbe.
- Se vor primi la Poartă jalbele boierilor, chiar contra domnului, urmând a se cerceta cu amănuntul, și de vor fi adevărate se vor pune în lucrare; în caz contrar se vor pedepsi.
- Școlile grecești se vor strica, ele fiind temelia răutăților.

Toate aceste puncte au fost acceptate prin firmanul dat de Sultan în data de 1 iulie 1822, care justifica hotărârea Porții de a pune domni pămâteni „fiind arătată în iveală înșelătoarea și reaua credință a celor din tacâmul fanarioților de mai înainte domni”. Principatele Dunărene au obținut astfel, după o lungă perioadă fanariotă, din nou domni pămâteni, Ioniță Sturdza a fost numit domn în Moldova în locul lui Vogoride iar Grigore Ghica în Muntenia în locul lui Alexandru Suțu.
În data de 13 septembrie 1822, Ionică Tăutu, membru și el al soliei de la Constantinopole, înmânează lui Vodă Sturdza, în numele boierilor mici și mijlocii, un proiect de legi cu 77 de puncte care va rămâne în istorie sub numele de Constituția Cărvunarilor. Acest proiect a fost ulterior apreciat de A. D. Xenopol ca „cea dintâi întrupare a unei gândiri constituționale din Principatele Române” iar Nicolae Iorga considera că ideile conținute „au contribuit la regenerarea noastră națională”. Proiectul cuprindea, printre altele, următoare puncte:
- Domnul împreună cu Sfatul Obștesc exercită puterea supremă în stat.
- Sfatul Obștesc se poate aduna și fără porunca domnului.
- În Sfatul Obștesc, ca organ reprezentativ ales de toți boierii țării, urmau să facă parte și boieri de rang mic.
- Egalitatea tuturor pământenilor la dobândirea funcțiilor publice.
- Definiția de pământean: cel care este născut în Moldova sau prin căsătorie cu un pământean care are averi nemișcătoare.
- Finanțele vor fi controlate de Sfatul Obștesc.
- Libertatea religioasă.
- Libertatea de a face orice, ce nu încalcă legile.
- Libertatea comerțului, libertatea de a lucra pământul, de a deschide ateliere meșteșugărești, fabrici, de a produce bunuri și scutirea de impozite pentru orice produse, în afară de cele importate.

Faptul că proiectul deschidea prea mult porțile divanului a dus la disensiuni între o parte din boierii mari și cei de rangul doi. Iordache Râșcanu, cu toate că era de partea vechilor așezăminte ale țării, „hrănea totuși în vine duhul cel nou al clasei de-a doua a boierilor, a cărvunarilor” și a susținut proiectul „în ochii protipendadei boierilor mari”. Vodă Sturdza, după ce a primit proiectul, remaniază complet Divanul în data de 20 noiembrie 1822. Pe Iordache Râșcanu, colegul său de solie la Constantinopole, îl numește mare vornic al Țării de Sus în Divanul Domnesc și pe Lascăr Rosetti mare vornic al Țării de Jos. În rest, fapt fără precedent în istoria Principatelor Dunărene, sunt numiți în majoritate numai boieri de rangul doi sau trei, din rândul cărvunarilor, ca Gh. Buhuș, Ionică Tăutu, C. Cerchez sau Ioan Greceanu. Numărul mare al boierilor mici numiți în Divan a provocat o schizmă între boierii conservatori și Vodă Sturdza. L-a determinat și pe Iordache Râșcanu, cu toate că fusese numit în Divan, să se împotrivească lui Vodă. „Dacă Iordache Râșcanu lua parte activă la înfăptuirea ideilor noi, acum însă, era împotriva porților prea largi deschise intrării cu duiumul în cetatea boierismului”. Nemulțumirile marilor boieri și frământările în țară au crescut în anii 1823 și 1824 și pentru că Vodă Sturdza, chiar contrar proiectului cărvunarilor, a mărit impozitele pe unele produse, a mărit multe angarale și dările către Poartă. În 20 ianuarie 1824, Iordache Râșcanu a părăsit Divanul Domnesc, după care, în 24 febr. 1824, împreună cu alți 36 de boieri opozanți, printre care T. Balș, Gheorghe Cuza (care a fost și în solia de la Constantinopole), Alex. Beldiman, V. Miclescu, T. Sturdza, înaintează Sultanului o jalbă cu 9 puncte de protest împotriva impozitelor și dărilor impuse de Vodă Sturdza.
Cu timpul, disensiunile se mai aplanează, Vodă Ioniță Sturdza face modificări unor pravile, ale dărilor și impozitelor. Boierii aflați în refugiu în Bucovina și Basarabia se întorc în Moldova unde, o parte din ei sunt numiți din nou în Divanul Domnesc. În decembrie 1825, Iordache este numit de Vodă Ioniță Sturdza președinte al noului departament „criminalicesc”, funcție pe care o părăsește după un an din motive de boală. Se retrage la moșia sa Drăgușeni, unde își găsește sfârșitul în 1828 și este înmormântat lângă biserica de el ctitorită în 1815. Și-a lăsat soția văduvă cu patru copii din care doi minori: Iosif, viitor arhiereu de Huși și Teodor, viitor postelnic, mare opozant al lui Vodă Mihail Sturdza și revoluționar de la 1848.